# Simon Mathew
Pour les articles homonymes, voir Mathew.
Simon Mathew, (né le 17 mai 1984) est un chanteur danois de musique pop qui représente le Danemark lors du Concours Eurovision de la Chanson 2008.

## Discographie

### Albums
- Simon Mathew (2005)
- All For Fame (2008)

### Singles
- "These Arms" (2005) - # 3 au Denmark
- "You Are the Music in Me" (2007)
- "Illusion" with Ida Corr" (2009)

## Concours Eurovision de la Chanson 2008
Simon Mathew gagne le Melodi Grand Prix 2008 qui détermine quel artiste représente le Danemark chaque année au concours. Il représente donc le Danemark au Concours Eurovision de la Chanson 2008 avec la chanson All night long (Toute la nuit). Il se classe 15e avec 60 points.